# Oenanthe (botanica)
Oenanthe L., 1753 è un genere di piante della famiglia delle Apiacee.

## Tassonomia
Il genere comprende le seguenti specie:
- Oenanthe abchasica Schischk.
- Oenanthe aquatica (L.) Poir.
- Oenanthe banatica Heuff.
- Oenanthe benghalensis (DC.) Miq.
- Oenanthe crocata L.
- Oenanthe cyclocarpa Pimenov & Kljuykov
- Oenanthe fedtschenkoana Koso-Pol.
- Oenanthe fistulosa L.
- Oenanthe fluviatilis (Bab.) Coleman
- Oenanthe foucaudii Tess.
- Oenanthe globulosa L.
- Oenanthe hookeri C.B.Clarke
- Oenanthe hortorum-natantium Pimenov
- Oenanthe incrassans Bory & Chaub.
- Oenanthe incrassata Bory & Chaub.
- Oenanthe javanica (Blume) DC.
- Oenanthe lachenalii C.C.Gmel.
- Oenanthe linearis Wall. ex DC.
- Oenanthe lisae Moris
- Oenanthe mildbraedii H.Wolff
- Oenanthe millefolia Janka
- Oenanthe montis-khortiati Soldano
- Oenanthe palustris (Chiov.) C.Norman
- Oenanthe peucedanifolia Pollich
- Oenanthe pimpinelloides L.
- Oenanthe pringlei J.M.Coult. & Rose
- Oenanthe procumbens (H.Wolff) C.Norman
- Oenanthe prolifera L.
- Oenanthe sarmentosa C.Presl ex DC.
- Oenanthe silaifolia M.Bieb.
- Oenanthe sophiae Schischk.
- Oenanthe thomsonii C.B.Clarke
- Oenanthe tricholoba Greuter
- Oenanthe virgata Poir.